# Elena Produnova
Elena Produnova (n. 15 februarie 1980, Rostov-pe-Don, RSFS Rusă, URSS) este o gimnastă artistică ce a reprezentat Rusia, medaliată olimpică. A participat la o ediție a Jocurilor Olimpice (2000) în care a câștigat o medalie de argint și o medalie de bronz.

## Participări
Lista de mai jos prezintă principalele competiții la care a participat Elena Produnova de-a lungul carierei.
- gymnastics at the 2000 Summer Olympics – women's balance beam[*]